# Callerebia intermedia
Callerebia intermedia är en fjärilsart som beskrevs av Moore 1882. Callerebia intermedia ingår i släktet Callerebia och familjen praktfjärilar. Inga underarter finns listade i Catalogue of Life.